# Correbidia terminalis
Correbidia terminalis är en fjärilsart som beskrevs av Walker 1856. Correbidia terminalis ingår i släktet Correbidia och familjen björnspinnare. Inga underarter finns listade i Catalogue of Life.